# Torneo de Berlín 2023
El Torneo de Berlín 2023, denominado por razones de patrocinio Bett1open fue un torneo de tenis jugado en canchas de césped al aire libre. Fue un torneo que perteneció a la categoría WTA 500 en el WTA Tour, Fue la 96.ª edición del evento. El evento tuvo lugar en el Rot-Weiss Tennis Club en Berlín del 19 al 25 de junio.

## Cabezas de serie

### Individuales femenino
| Tenista         | Ranking | Preclasificada |
| Aryna Sabalenka | 2       | 1              |
| Elena Rybakina  | 3       | 2              |
| Caroline Garcia | 4       | 3              |
| Ons Jabeur      | 6       | 4              |
| Cori Gauff      | 7       | 5              |
| María Sákkari   | 8       | 6              |
| Petra Kvitová   | 9       | 7              |
| Daria Kasatkina | 11      | 8              |

- Ranking del 12 de junio de 2023.[2]

### Dobles femenino
| Tenista                       | Ranking | Preclasificada |
| Nicole Melichar Ellen Perez   | 17      | 1              |
| Desirae Krawczyk Demi Schuurs | 24      | 2              |
| Shuko Aoyama Ena Shibahara    | 41      | 3              |
| Anna Danilina Yifan Xu        | 51      | 4              |

## Campeones

### Individual femenino
Petra Kvitová venció a  Donna Vekić por 6-2, 7-6(8-6)

### Dobles femenino
Caroline Garcia /  Luisa Stefani vencieron a  Kateřina Siniaková /  Markéta Vondroušová por 4-6, 7-6(10-8), [10-4]